# バナジウムジルコニウム黄
バナジウムジルコニウム黄（バナジウムジルコニウムき、英: Vanadium - zirconia yellow）は、黄色顔料の1つ。ジルコニア (ZrO2) にバナジウムが固溶し、バナジウムイオンにより黄色の発色をするセラミック顔料。バナジウムジルコニアイエローとも呼ばれる。Colour Index Generic NameはPigment Yellow 160である。

## 製法・性質
ZrO2にバナジン酸アンモニウム (NH4VO3) 或いは五酸化バナジウム (V2O5) を少量配合し、1300℃に焼成して得られる。少量の二酸化チタン (TiO2) を添加すると茶褐色寄りの色調となる。Ti4+イオンは直接発色はしないが、バナジウムイオンのような発色イオンと共存するとイオンの発色に大きな影響を与える。また色調を調節するためインジウム化合物を添加することもある。
素地用にも一部使用されるが、大半は釉薬を黄色に着色するために使用される。長所は安価なことである。一方短所はバナジウムスズ黄に比べて色調が鈍いことと、一酸化鉛および酸化ホウ素を含む釉薬に対し不安定なことである。そのうち色調の鈍さに関してはプラセオジム黄との混合によりその欠点をカバーしている。バナジウムジルコニウム黄はプラセオジム黄との混合により鮮やかな黄色を得ることが可能である。